# Soroseris gillii
Soroseris gillii là một loài thực vật có hoa trong họ Cúc. Loài này được (S.Moore) Stebbins miêu tả khoa học đầu tiên năm 1940.